# Triakisni tetraeder
| Triakisni tetraeder                   | Triakisni tetraeder                         |
| ------------------------------------- | ------------------------------------------- |
| (animacija)                           |                                             |
| Vrsta                                 | Catalanovo telo                             |
| Coxeter-Dinkinov diagram              |                                             |
| Vrsta stranskih ploskev               | enakostranični trikotniki                   |
| Stranske ploskve                      | 12                                          |
| Robovi                                | 18                                          |
| Oglišča                               | 8                                           |
| Vrsta oglišč                          | 4{3}+4{6}                                   |
| Konfiguracija stranskih ploskev       | V3.6.6                                      |
| Simetrijska grupa                     | Td, A3, [3,3]+, *332                        |
| Vrtilna grupa                         | T, [3,3]+, 332                              |
| Diedrski kot                          | 129º 31′ 16″ {\displaystyle \arccos(-7/11)} |
| Značilnosti                           | konveksen ploskovno prehoden                |
| prisekani tetraeder (dualni polieder) | mreža telesa                                |

Triakisni tetraeder (tudi kistetraeder) je dualno telo arhimedskega telesa ali Catalanovo telo. Njegov dual je prisekani tetraeder.
Lahko se ga obravnava tudi kot tetraeder, ki so se mu dodale tristrane piramide na vsako stransko ploskev. To pomeni, da je klitop (imenuje se po matematiku Victorju LaRueu Kleeju (1925–2007) tetraedra.
Če ima triakisni tetraeder krajši rob z dolžino 1, potem je njegova površina enaka {\displaystyle {\tfrac {5}{3}}\scriptstyle {\sqrt {11}}} in prostornina {\displaystyle {\tfrac {25}{36}}\scriptstyle {\sqrt {2}}}

## Sorodni poliedri
Triakisni tetraeder je del zaporedja poliedrov in tlakovanj, ki se jih lahko razširi tudi v hiperbolično ravnino. Te oblike s prehodnimi stranskimi ploskvami imajo zrcalno simetrijo (*n32).
| Simetrija        | Sferna         | Sferna        | Sferna        | Sferna        | Ravninska      | Hiperbolična... | Hiperbolična... | Hiperbolična... |
| Simetrija        | *232 [2,3] D3h | *332 [3,3] Td | *432 [4,3] Oh | *532 [5,3] Ih | *632 [6,3] P6m | *732 [7,3]      | *832 [8,3]...   | *∞32 [∞,3]      |
| Red              | 12             | 24            | 48            | 120           | ∞              | ∞               | ∞               | ∞               |
| ---------------- | -------------- | ------------- | ------------- | ------------- | -------------- | --------------- | --------------- | --------------- |
| Prisekane oblike | 3.4.4          | 3.6.6         | 3.8.8         | 3.10.10       | 3.12.12        | 3.14.14         | 3.16.16         | 3.∞.∞           |
| Coxeter Schläfli | t0,1{2,3}      | t0,1{3,3}     | t0,1{4,3}     | t0,1{5,3}     | t0,1{6,3}      | t0,1{7,3}       | t0,1{8,3}       | t0,1{∞,3}       |
| Triakisne oblike | V3.4.4         | V3.6.6        | V3.8.8        | V3.10.10      | V3.12.12       | V3.14.14        |                 |                 |
| Coxeter          |                |               |               |               |                |                 |                 |                 |